# 광주 증심사 삼층석탑
광주 증심사 삼층석탑(光州 證心寺 三層石塔)은 광주광역시 동구에 있는 통일신라의 삼층석탑이다. 1972년 1월 29일 광주광역시의 유형문화재 제1호로 지정되었다.

## 개요
증심사의 오백전 앞에 자리하고 있는 석탑이다. 2단의 기단(基壇)위에 3층의 탑신(塔身)을 올린 형태로, 통일신라 석탑의 전형적인 양식을 따르고 있다.
아래층 기단은 각 면에 가늘고 긴 안상(眼象)이 정교하게 조각하였으며, 위층 기단에는 면의 모서리와 가운데에 기둥모양의 조각을 새겼다. 탑신부는 몸돌과 지붕돌이 각 한 돌씩이다. 층마다 몸돌의 모서리에 기둥모양의 조각을 두었으며, 몸돌이 위로 오를수록 알맞게 줄어들어 안정감이 있다. 지붕돌은 밑면의 받침이 각 4단씩으로, 통일신라 후기∼ 고려 전기 즈음에 주로 나타나는 양식이며, 네 귀퉁이가 살짝 치켜올라가 경쾌하다. 꼭대기에는 네모난 받침돌위로 앙화(仰花:솟은 연꽃모양의 장식)만 남아 머리장식을 하고 있다.
탑을 세운 시기는 증심사가 창건되었던 통일신라 후기로 추측되며, 1971년 탑을 해체, 복원하였다.

## 현지 안내문

### 한글 설명
증심사삼층석탑
證心寺三層石塔
광주광역시 유형문화재 제1호

증심사삼층석탑은 9세기 중후반 철감선사 도윤이 증심사를 세울 때 만든 탑이다. 바닥돌인 기단을 2층으로 쌓고 그 위에 몸돌인 탑신을 3층으로 올려 전형적인 통일신라 석탑의 양식을 따랐다. 몸돌부의 몸돌과 지붕돌은 각각 하나의 돌로 올렸고, 지붕돌마다 밑면에는 4단으로 받침돌을 두었다. 지붕돌은 네 귀퉁이가 살짝 올라가 경쾌한 느낌을 준다. 탑 꼭대기에는 머리 장식을 받치는 네모난 받침돌 위에 연꽃 모양의 장식만 남았다. 무등산에 있는 탑 가운데 가장 오래된 석탑으로 원래 모습을 그대로 유지하고 있어 역사적 가치가 높다.

### 영문 설명
Three-story Stone Pagoda of Jeungsimsa Temple
Gwangju Tangible Cultural Heritage No. 1

A pagoda is a symbolic monument enshrining the relics or remains of the Buddha. In many cases, a pagoda does not contain the actual remains, but is still regarded as a sacred place enshrining the Buddha.
This three-story stone pagoda is known to have been built in the mid-9th century, when Master Cheolgam (798-868) founded Jeungsimsa Temple. It is the oldest stone pagoda remaining in Mudeungsan Mountain.
It is composed of a two-tiered base, three sets of body and roof stones, and a part of decorative top. The body and roof stone at each story are carved out a single piece of rock, and the roof stones are propped up with four-tiered supports.

## 같이 보기
- 증심사
- 삼층석탑

## 참고 자료
- 증심사삼층석탑 - 국가유산청 국가유산포털